# ヤムナー川

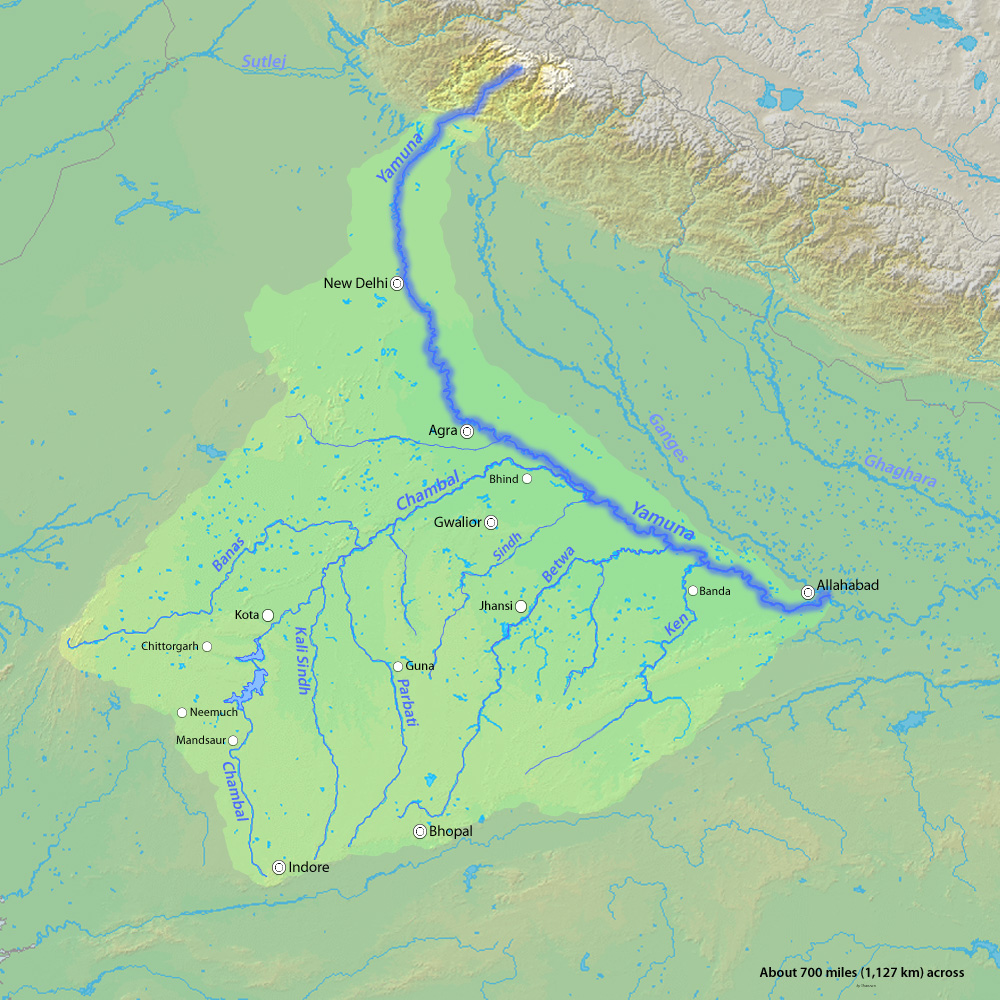

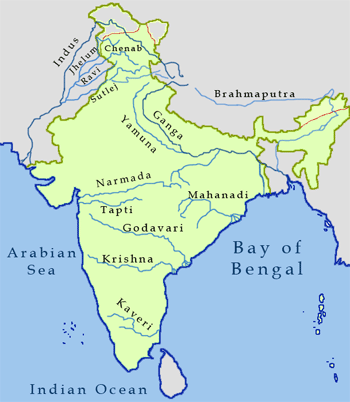

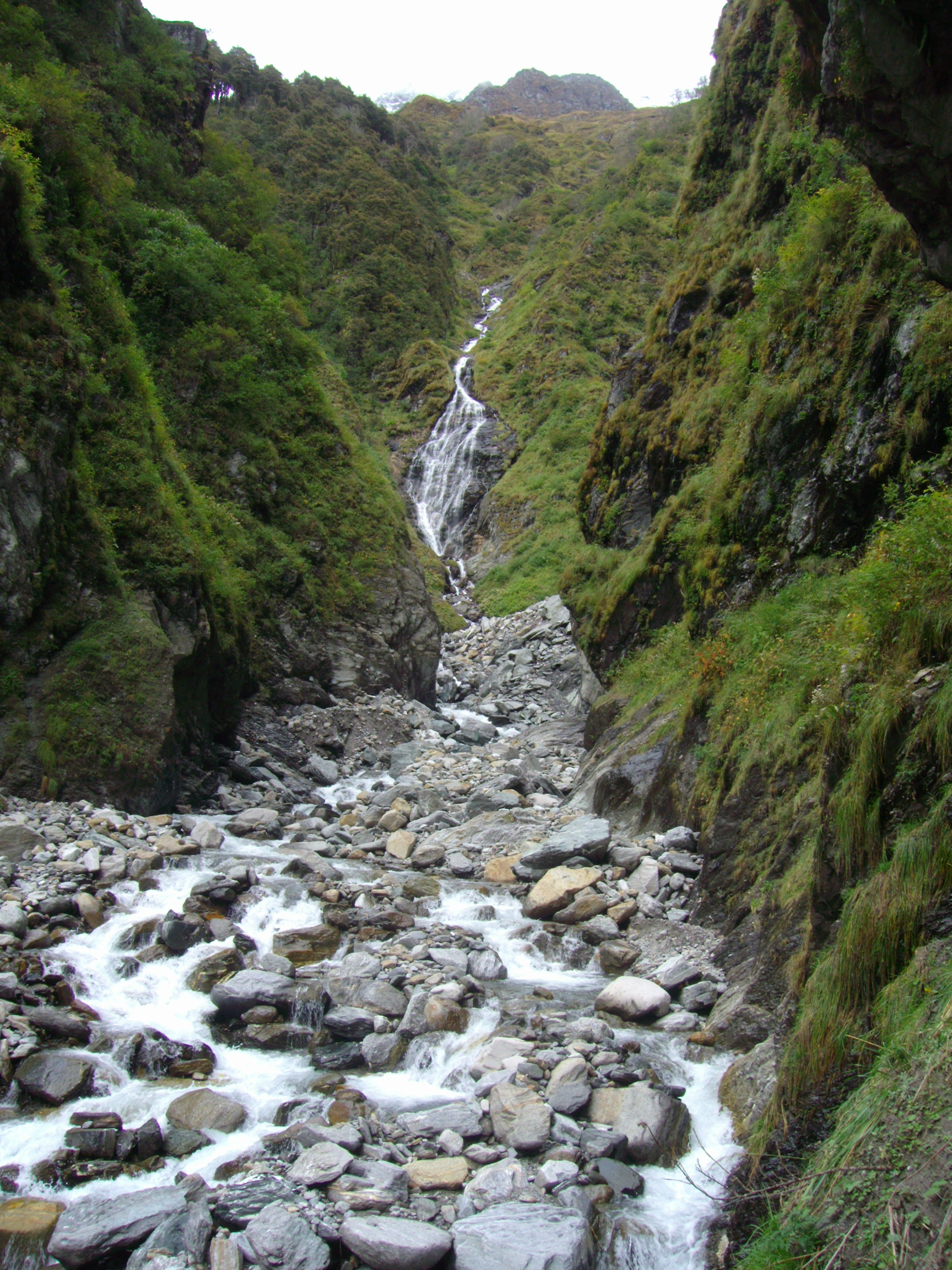
ヤムナー川の水源、ヤムノートリー

ヤムナー川（ヒンディー語: यमुना、英語: Yamuna River）は、インド北部を流れる全長1,370kmの川で、ガンジス川最大の支流である。ジャムナー川（जमुना, Jamuna River）とも呼ばれる。

## 概要
インド北部ウッタラーカンド州のヤムノートリーを水源とし、デリー、ハリヤーナー州およびウッタル・プラデーシュ州を流れ、アラーハーバードのトリヴェニー・サンガムと呼ばれる地点でガンジス川に合流する。流域にはデリー、マトゥラーおよびアーグラーといった都市がある。ヤムナー川の主な支流としては、トーンス川、チャンバル川、ベートワー川、ケーン川があり、このうちトーンス川が最大の支流となっている。

## 経済
サトレジ川と繋がるサトレジ・ヤムナー運河（SYL、Sutlej-Yamuna Link）の略称で知られる重要貨物運河が、上流部から西側に向けて建設されている。古くからの交易路としてまた山岳路であるパンジャーブ州を通過し、サトレジ・インダス川の両流域を通航可能な運河でつなぐことになる。これが完成すれば、インド亜大陸東海岸に流れ込むガンジス川の流域から、パキスタン経由で西海岸とつながる。これによって、輸送距離の大々的な短縮を果たし、インド北部・中部の巨大人口にとって重要な商業上のつながりを形成することとなる。

## 歴史
インド北部における地殻変動によって川の流れが東に変化し、ガンジス川の支流となった。
ヤムナー川の女神は、インド神話における太陽神スーリヤとサンジュナーの子で、死者の国の王ヤマの妹であるヤミーとされている。ヤムナー川はインド神話の英雄クリシュナの信仰とも関係がある。

## 自然
ヤムナー川はアジアゾウの分布域の端部となっている。ヒマラヤ山脈西方900kmとその丘では、ヤムナー川より西ではゾウが確認されていない。ヤムナー川の下流域は、ゾウの移動にとって理想的な通路を提供している。主な樹木は、サラソウジュ、アカシアおよびローズウッドであり、このほかシワリク山脈にはヒマラヤマツの森が分布している。
上流部のウッタラーカンド州のデラドゥン地区にあるアサン堰付近はミミハゲワシ、ベンガルハゲワシ、アカハジロ、アカハシハジロ、アカツクシガモなどの鳥類およびゴールデンマハシールなどの魚類の生息地である。2020年にラムサール条約登録地となった。

## 環境
ヤムナー川は世界で最も汚れている川の一つとされている。特に首都ニューデリー周辺では、排泄物の57％が流入していることもあり、深刻な状況になっている。このため、何度も浄化が試みられたが、それらの努力が徒労であることを証明するに留まっている。インド政府も5億ドル近くを投じてヤムナー川の浄化を図ったが、多くの生活排水処理施設が資金不足や故障に見舞われ、生活ゴミによる汚染は拡大を続けている。さらに、年間のうち9ヶ月にわたって川の水が停滞し続けているため、この状態が長く続く状態になっている。デリー都市圏は1日あたり32億9,600万リットルもの生活排水を川に流していることから、インド政府は5ヶ年計画で処理施設の再建または修理し、川に流す計画を準備している。
このほかヤムナー川の汚染に対しては、政府の環境森林省国家保全河川局が1993年から行っている「ヤムナー川アクションプラン」により、環境森林省がハリヤーナー州の12の町とウッタル・プラデーシュ州の8つの町、そしてデリーを対象に浄化の取組みを行っている。国際協力銀行はこのアクションプランに対し、21ヶ所のうち15ヶ所の取組みについて177億7,300万円の長期低金利貸付を行う形で参加している。このインド政府による下水処理施設の改修計画は、2010年までに川の水質を90％にまで改善することを予定している。
2023年、デリー周辺のヤムナー川一帯が廃棄物と化学物質による泡で覆われるなど環境汚染が深刻化した。